# Paranauchenia
Paranauchenia és un gènere extint de mamífers placentaris de la família Macraucheniidae, pertanyent a l'ordre Litopterna dels meridiungulats. És exclusiu de l'Argentina.